# Герб Наро-Фомінська
Місто Наро-Фомінськ Московської області Росії має власну символіку: герб та прапор. Міську символіку затверджено 23 листопада 2006 року.

## Опис
У пересіченому зелено-червленому полі – сріблястий хвилястий пояс протягнутий справа через два золотих малих ткацьких човника які супроводжуються в червленні золотим щитком.

## Обґрунтування
У роки II Світової війни Наро-Фомінськ та ріка Нара стали одним з рубежів, де була зупинена німецька армія. Заслуги міста відображені золотистим військовим щитом і червоним полем герба, які символізують доблесть та мужність місцевих мешканців. Біла хвиляста смуга показує ріку Нару, яка відіграла велику роль у становленні села як торговельного та промислового центру. Зелений колір – символ природи, здоров'я, символізує природу, яка оточує місто. Жовтий колір - символ багатства, стабільності, поваги та інтелекту. Білий колір -- символ чистоти, досконалості, миру та взаєморозуміння.